# Copa CONMEBOL 1994
III Copa Conmebol 1994

## 1/8 finału (01-11.11)
Grêmio Porto Alegre –  São Paulo FC 0:0 i 0:0, karne 5:6

 Minervén SC –  Botafogo FR 1:1 i 0:0, karne 5:4

 SC Corinthians Paulista –  EC Vitória 3:2 i 1:1

 Club Sporting Cristal –  CD El Nacional 2:1 i 1:0

 CA Lanús –  CA San Lorenzo de Almagro 1:1 i 2:2, karne 2:4

 Club Universidad de Chile –  Oriente Petrolero 4:1 i 5:0

 CA Huracán –  Club Cerro Corá 1:4 i 2:1

 CA Peñarol –  Danubio FC 2:0 i 0:1

## 1/4 finału (15-24.11)
São Paulo FC –  Club Sporting Cristal 3:1 i 0:0

 Minervén SC –  SC Corinthians Paulista 2:5 i 0:6

 CA San Lorenzo de Almagro –  Club Universidad de Chile 1:0 i 1:3

 Cerro Cora Asunción –  CA Peñarol 3:1 i 1:6

## 1/2 finału (29.11-09.12)
SC Corinthians Paulista –  São Paulo FC 3:4 i 3:2, karne 4:5

 CA Peñarol –  Club Universidad de Chile 2:0 i 1:1

## FINAŁ
São Paulo FC –  CA Peñarol 6:1 i 0:3
14 grudnia 1994 São Paulo? (?)

 São Paulo FC –  CA Peñarol 6:1

Sędzia: ?

Bramki: ?

São Paulo Futebol Clube: ?

Club Atlético Peñarol:?
21 grudnia 1994 Montevideo? (?)

 CA Peñarol –  São Paulo FC 3:0

Sędzia: ?

Bramki: ?

Club Atlético Peñarol: ?

São Paulo Futebol Clube:?